# Phthonoloba micans
Phthonoloba micans là một loài bướm đêm trong họ Geometridae.